# 米歇尔巴克
米歇尔巴克（法語：Michelbach，发音：[miʃəlbak] 或 [miçəlbax]）是法国上莱茵省的一个市镇，属于坦恩-盖布维莱尔区（Thann-Guebwiller）塞尔奈县（Cernay）。该市镇总面积3.35平方公里，2009年时的人口为354人。

## 人口
米歇尔巴克人口变化图示